# Польгар, Дьюла
Дьюла Польгар (Пигницки) (венг. Gyula Polgár (Pignitzky); 8 февраля 1912 или 8 февраля 1910, Киштелек, Чонград — 18 июня 1992, Сидней) — венгерский футболист, игравший на позиции защитника и полузащитника, известен выступлениями за клуб «Ференцварош», а также национальную сборную Венгрии. Серебряный призёр чемпионата мира 1938 года.
По завершении игровой карьеры — тренер.

## Клубная карьера
Родился 8 февраля 1912 года в городе Киштелек.
В футболе дебютировал в 1930 году выступлениями за команду клуба «Хунгария», в которой провёл один сезон.
В течение 1931—1933 годов защищал цвета клуба «33».
Своей игрой привлёк внимание представителей тренерского штаба клуба «Ференцварош», к составу которого присоединился в 1933 году. Сыграл за клуб из Будапешта следующие одиннадцать сезонов своей игровой карьеры. Большую часть времени, проведённого в составе «Ференцвароша», был основным игроком команды.
В течение 1945—1947 годов защищал цвета уже МТК.
Завершил профессиональную игровую карьеру в итальянском клубе «Маджента», за команду которого выступал в течение 1947—1948 годов.

## Выступления за сборную
В 1932 году дебютировал в официальных матчах в составе национальной сборной Венгрии. В течение карьеры в национальной команде, которая длилась 11 лет, провёл в её форме 26 матчей, забив 2 гола.
В составе сборной был участником чемпионата мира 1934 года в Италии, чемпионата мира 1938 года во Франции, где вместе с командой завоевал «серебро».
В Италии не сыграл ни разу, а во Франции вышел на поле лишь в проигранном финале против сборной Италии (2:4).

## Карьера тренера
Начал тренерскую карьеру, ещё продолжая играть на поле, в 1947 году, возглавив тренерский штаб клуба «Маджента».
В 1957 году стал главным тренером команды «АПИА Лейхгардт», тренировал австралийскую команду три года.
Впоследствии в течение 1964—1965 годов возглавлял тренерский штаб клуба «АПИА Лейхгардт» из Австралии, позже тренировал большое количество австралийских клубов.
Последним местом тренерской работы был клуб «Сент-Джордж Будапешт», главным тренером команды которого Дьюла Польгар был в течение 1968 года.
Умер 24 июня 1992 года на 81-м году жизни в городе Сидней.

## Титулы и достижения
Как игрока
- Чемпионат Венгрии: (4)

«Ференцварош»: 1933—1934, 1937—1938, 1939—1940, 1940—1941
- Обладатель Кубка Венгрии: (4)

«Ференцварош»: 1934—1935, 1941—1942, 1942—1943, 1943—1944
- Обладатель Кубка центральной Европы: (1)

«Ференцварош»: 1937
- Футболист года в Венгрии: 1934

Как тренера
- Чемпион Нового Южного Уэльса: (2)

«АПИА Лейхгардт»: 1964, 1965